# پل استونس (بازیگر)
پل استونس (انگلیسی: Paul Stevens; ۱۷ ژانویهٔ ۱۹۲۱ – ۴ ژوئن ۱۹۸۶) بازیگر اهل ایالات متحده آمریکا بود.
از فیلم‌ها یا برنامه‌های تلویزیونی که وی در آن نقش داشته‌است می‌توان به پاتون، نبرد برای سیاره میمونها، صورتک، خروج، و مارلو اشاره کرد.